# Staszkówka
Staszkówka – wieś położona w województwie małopolskim, w powiecie gorlickim, w gminie Moszczenica. Miejscowość leżąca wśród wzniesień Pogórza Ciężkowickiego. W 1915 roku miejsce ciężkich walk w czasie ofensywy gorlickiej.

## Geografia

### Położenie
Staszkówka położona jest w południowo-wschodniej części województwa małopolskiego, w północnej części powiatu gorlickiego, 20 km na północny zachód od Gorlic. Najbliższej położonym miastem od Staszkówki są Ciężkowice. Staszkówka sąsiaduje z siedmioma miejscowościami: Moszczenicą od strony wschodniej, ze Zborowicami od zachodu, Ostruszą i Turzą od północy oraz z Siedliskami, Biesną i Łużną od strony południowej.
Pod względem geograficznym miejscowość leży na Pogórzu Ciężkowickim, w Zewnętrznych Karpatach Zachodnich. Obszar wsi położony jest na szeregu podłużnych wzgórz o wysokości ok. 400 m, ciągnących się od wschodu na zachód. Najwyższym wzniesieniem na terenie wsi jest wzgórze Patria (Mentlówka) o wysokości 437 m). Pasma wzgórz o szerokich i łagodnych zboczach przecinają wąskie doliny. Powierzchnia wsi wynosi 1114 ha.

### Części wsi
| SIMC    | Nazwa        | Rodzaj    |
| ------- | ------------ | --------- |
| 0450482 | Berdechów    | część wsi |
| 0450499 | Granice      | część wsi |
| 0450507 | Jałowczyna   | część wsi |
| 0450513 | Kozłówka     | część wsi |
| 0450520 | Maśluchowice | część wsi |
| 0450536 | Mentlówka    | część wsi |
| 0450542 | Nowa Wieś    | część wsi |
| 0450559 | Podlesie     | część wsi |
| 0450565 | Sołtystwo    | część wsi |
| 0450571 | Uwrocie      | część wsi |
| 0450588 | Wydartuchy   | część wsi |
| 0450594 | Zakościele   | część wsi |

## Historia
Według miejscowej tradycji osada w tym miejscu istniała już w X wieku. Przez osadę miał przechodzić św. Wojciech, udający się z misją do Prus. Upamiętnia to studzienka oraz figura świętego znajdujące się obok kościoła parafialnego.

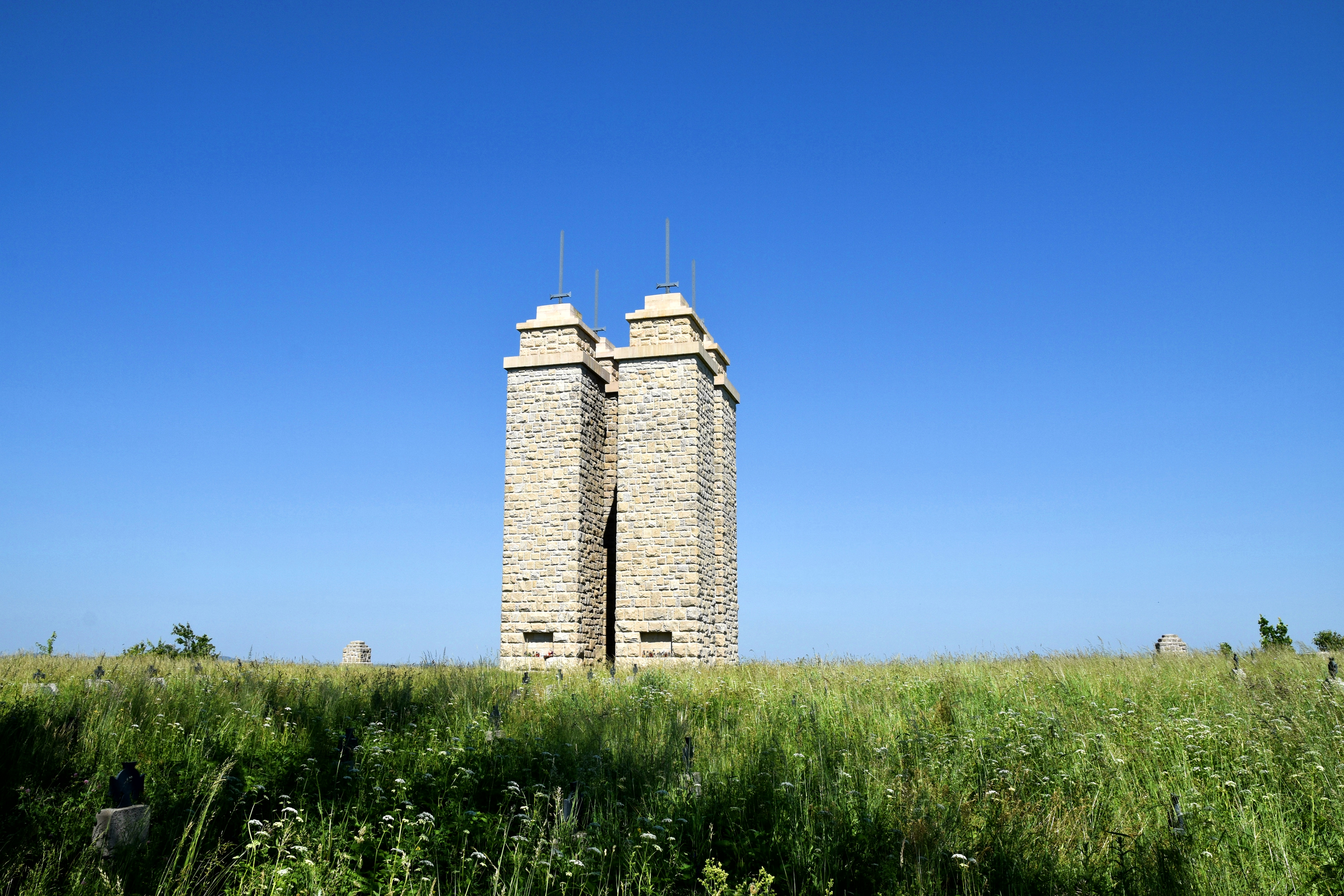
Cmentarz wojenny nr 118

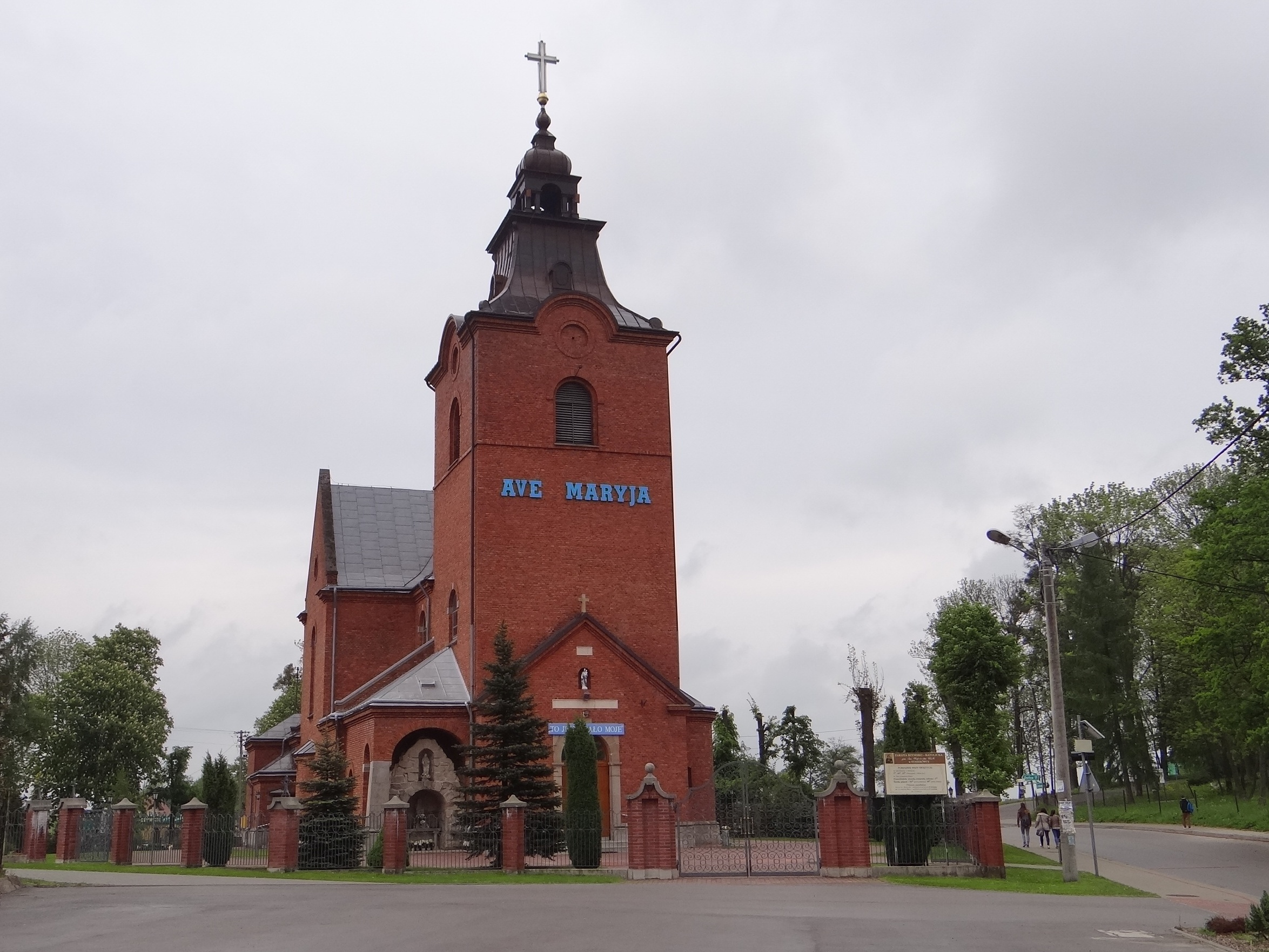
Kościół św. Wojciecha

Pierwsza zachowana wzmianka o Staszkówce datowana jest na 1382 rok. W XIV wieku we wsi istniała już parafia, z zachowanych zapisków wynika, że początki miejscowego kościoła sięgają XII wieku. Staszkówka należała do dóbr królewskich oddawanych w dzierżawę rodom szlacheckim. W XVI wieku była drobną, jednowioskową tenutą dzierżawioną przez Staszkowskich herbu Bogoria.  W XVI wieku we wsi istniała szkoła, a w XVII wieku szpital dla ubogich. Miejscowość znajdowała się w powiecie bieckim w woj. krakowskim.
W 1772 roku, po I rozbiorze Polski, wieś znalazła się na obszarze zaboru austriackiego. W 1773 roku obszar Galicji podzielono na cyrkuły; Staszkówka znalazła się w cyrkule pilzneńskim, a po kolejnej reformie administracyjnej (w 1782) w cyrkule jasielskim.  W 1784 roku majątek Staszkówka, jako była królewszczyzna, został włączony do dóbr kameralnych. Trzy lata później rząd przekazał dobra staszkowskie spadkobierczyniom hrabiego Antoniego Bilskiego, jako część rekompensaty za przejęcie jego dóbr na ziemi halickiej. W 1846 roku, podczas rabacji galicyjskiej, zbuntowani chłopi napadli na dwór, niszcząc i rabując spichlerz oraz browar. Po 1848 roku, w wyniku zniesienia poddaństwa, nastąpiła radykalna przebudowa stosunków panujących na wsi.
W czasie I wojny światowej Staszkówka przez kilka miesięcy pozostawała w strefie działań wojennych. Pierwsi żołnierze armii rosyjskiej pojawili się w Staszkówce 15 listopada 1914 roku. 13 grudnia do wsi wróciły wojska austro-węgierskie, 31 grudnia okolicę znów opanowała armia rosyjska. Później linia frontu się ustabilizowała, ale ciągle dochodziło do drobnych utarczek. Wrogie wojsko dopuszczało się grabieży, rekwirowano konie, bydło, nierogaciznę oraz żywność i paszę. Wypędzano mieszkańców z domów, w których zakwaterowano żołnierzy. W marcu 1915 roku od ostrzału żołnierzy węgierskich spłonął drewniany kościół. W czasie pożaru zniszczeniu uległ słynący łaskami obraz Matki Boskiej Staszkowskiej. 2 maja 1915 rozpoczęła się wielka ofensywa sprzymierzonych armii austro-węgierskiej i niemieckiej (bitwa pod Gorlicami), która przyniosła wsi wyzwolenie. W czasie zaciętych, krwawych walk we wsi spłonęło 118 domów, 89 zostało rozbitych, a 29 mieszkańców straciło życie. Materialnym świadectwem tamtych wydarzeń są cztery cmentarze wojenne, na których pochowano łącznie 1770 poległych żołnierzy.
Po zakończeniu wojny we wsi zapanowała wielka bieda. Skutki wojny były widoczne przez długie lata. Dopiero w latach 1928-1930 wybudowano nowy kościół, który stanął w miejscu spalonej drewnianej świątyni. Budowla powstała według projektu architektonicznego Józefa Baruta. W latach 1943–45 Józef Edward Dutkiewicz namalował nowy obraz Matki Bożej Staszkowskiej.
Po II wojnie światowej duży majątek dworski został rozparcelowany pomiędzy chłopów. W 1950 roku we wsi powstał Ludowy Klub Sportowy „Sokół”, a w 1956 roku utworzono Ochotniczą straż Pożarną. W 1968 roku otwarto Wiejską Bibliotekę Publiczną, która zastąpiła działający od 1949 roku punkt biblioteczny. W latach 1975–1998 miejscowość administracyjnie należała do województwa nowosądeckiego.

## Współczesność

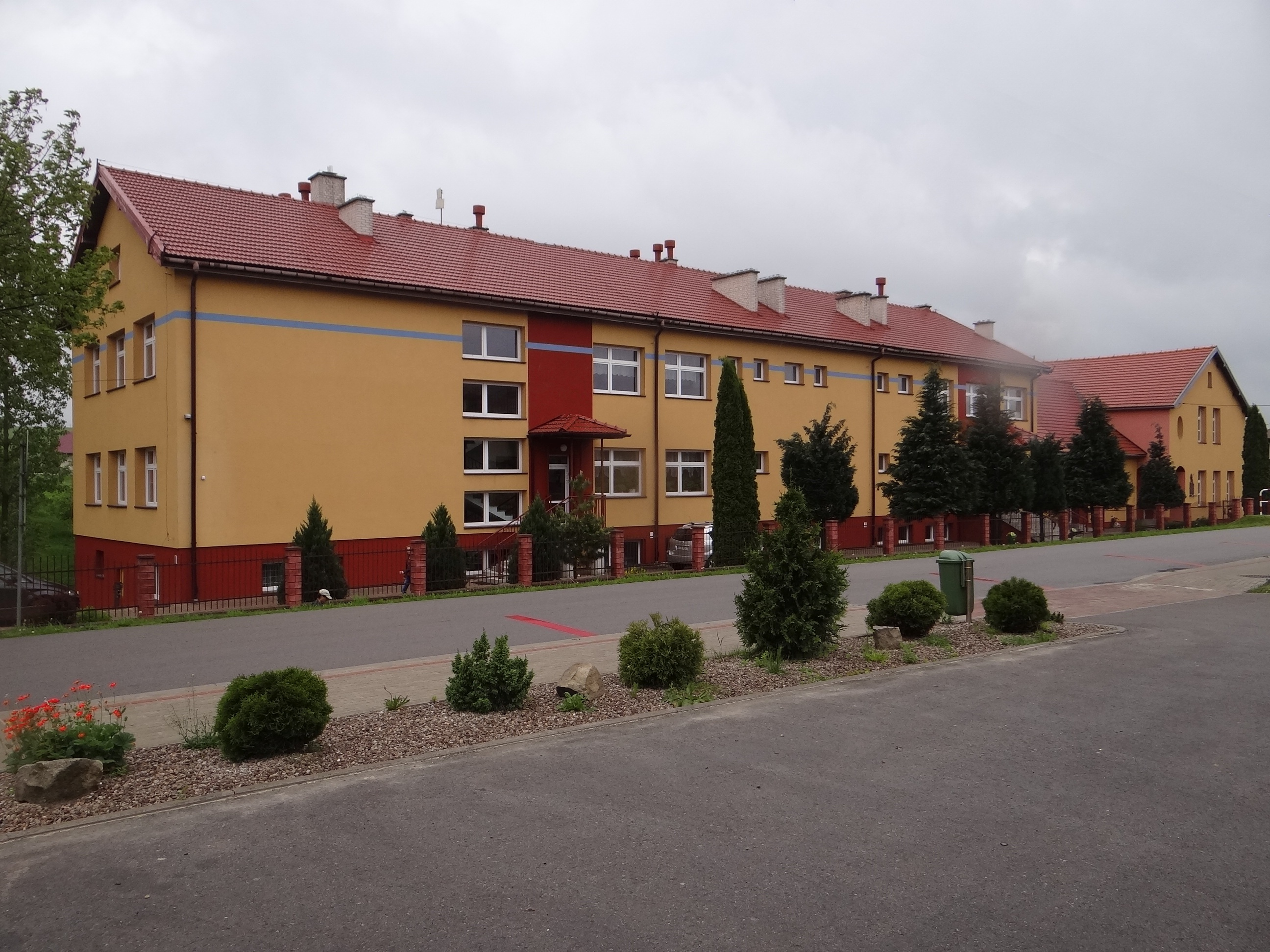
Zespół Szkół
im. Jana Pawła II

Staszkówka ma charakter wsi rolniczej z dominacją niewielkich indywidualnych gospodarstw rolnych. W 2020 roku na terenie wsi zarejestrowane było 68 podmiotów gospodarczych, z czego 58 stanowiły osoby fizyczne prowadzące działalność gospodarczą, główne w branży budowlanej. W 2021 roku wieś liczyła 1523 mieszkańców.
W Staszkówce znajduje się Zespół Szkół im. Jana Pawła II, składający się ze szkoły podstawowej i przedszkola. W 2020 roku do przedszkola uczęszczało 64 dzieci, a do szkoły podstawowej 160 uczniów. Działa punkt lekarski, filia gminnego Ośrodka Kultury i Biblioteki, Ochotnicza Straż Pożarna, Ludowy Klub Sportowy „Sokół” i Uczniowski Klub Sportowy „Trójka”. W skład infrastruktury sportowej wchodzi stadion oraz kompleks sportowy zbudowany w ramach programu „Orlik 2012”. 
Wieś jest siedzibą rzymskokatolickiej parafii św. Wojciecha. Kościół parafialny jest trójnawową świątynią zbudowaną w stylu neogotyckim z układem bazylikowym. Do jej budowy użyto cegły oraz kamienia. W neobarokowym ołtarzu głównym znajduje się obraz Matki Bożej Staszkowskiej.

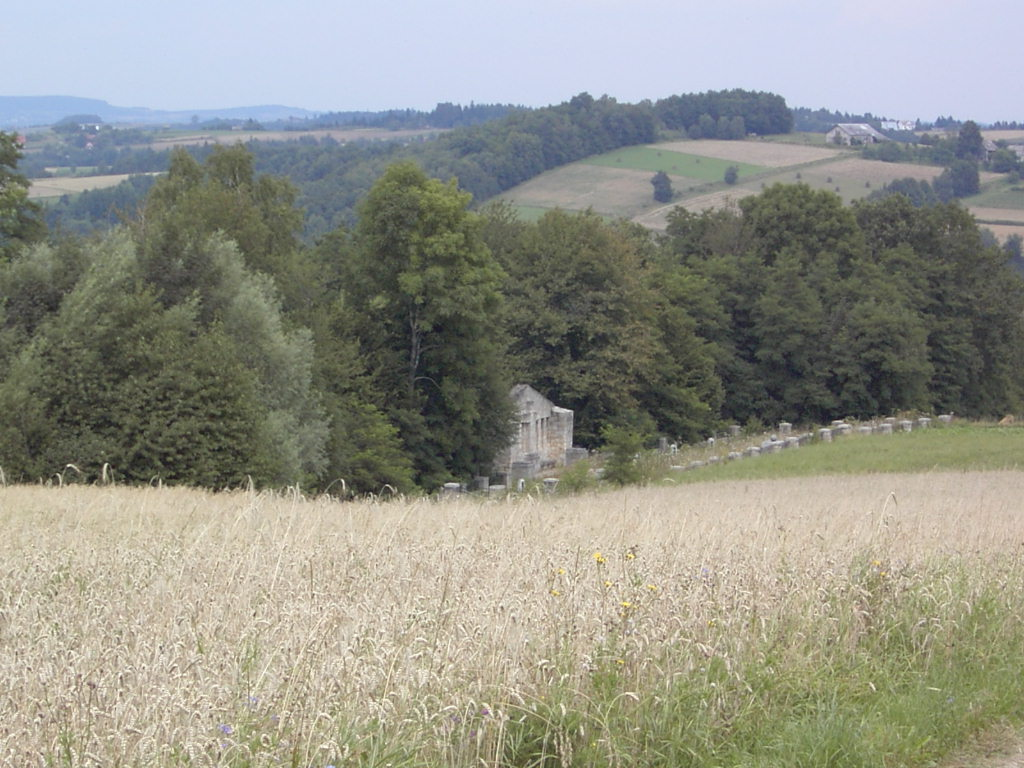
Położenie cmentarza wojennego nr 116
Staszkówka-Dawidówka

Do rejestru zabytków nieruchomych województwa małopolskiego wpisano cztery cmentarze z okresu I wojny światowej:
- cmentarz wojenny nr 116
- cmentarz wojenny nr 117
- cmentarz wojenny nr 118
- cmentarz wojenny nr 119

Na cmentarzu nr 118 znajduje się pomnik Patria, wzniesiony ku czci poległych żołnierzy. Ma kształt czterech, wielkich rozmiarów, kamiennych, prostopadłościennych pylonów, pomiędzy którymi przejścia z lotu ptaka układają się w kształt krzyża. Potężne pylony wieńczą cztery stylizowane miecze zwrócone ostrzem ku górze. Cztery olbrzymie kamienne bloki widoczne są od strony wsi Zborowice, Sędziszowa, Siedliska i Łużna nawet z odległości kilku kilometrów.